# دوري نيكاراغوا لكرة القدم 2011–12
دوري نيكاراغوا لكرة القدم 2011–12 (بالإسبانية: Primera División de Nicaragua 2011-2012)‏ هو موسم من دوري نيكاراغوا لكرة القدم. فاز فيه Real Estelí FC ‏.